# Plin
Plin je agregatno stanje u kojemu tvar nema stalni oblik ni obujam. U takvom stanju sve molekule tvari imaju dovoljnu unutarnju energiju da se oslobode iz stabilne strukture, pri čemu temperatura mora biti iznad, a tlak ispod kritične vrijednosti. U suprotnom samo neke molekule imaju dovoljnu energiju, pa uz plinovitu postoji i kapljevita ili kruta faza, pa se za takav slučaj obično koristi pojam para. Plin je tvar u plinovitom agregatnom stanju u kojem ne pokazuje nikakvu strukturnu uređenost i nema određen oblik ni volumen, nego uvijek ispunjava sav prostor u kojem se nalazi. U kinetičkoj teoriji plinova razmatra se kao temeljni pojam idealni plin, za koji bi pod bilo kojim uvjetima vrijedila plinska jednadžba, koja zapravo izriče zakon očuvanja energije, a objedinjuje sva tri plinska zakona:
{\displaystyle p\cdot V=n\cdot R\cdot T\,}
gdje je: p - tlak (koji nastaje gibanjem molekula, a očituje se silom na površinu stijenki posude), V - volumen, n - broj molova ili množina tvari, R - plinska konstanta, a T - apsolutna temperatura. Stanje idealnoga plina materija poprima na vrlo visokim temperaturama i pri niskim tlakovima, dok se za realne plinove rabe jednadžbe koje uključuju korektivne elemente za pojedine plinove, jer međudjelovanje molekula plina ovisi o masi molekula, gustoći plina, pa time i o tlaku, te o brzini gibanja, a time i o temperaturi, te o privlačnim silama među molekulama plina. Što je temperatura niža, a tlak viši, to više djeluju privlačne sile među molekulama plina, i to veći dio od cijeloga zauzetog prostora čini vlastiti obujam molekula. Pod dovoljno visokim tlakom i ispod kritične temperature (kritične veličine), plin se može dovesti u takvo stanje da hlađenjem prijeđe u kapljevinu na niskome tlaku, a da se ne može reći u kojem je trenutku prešao iz plinovitog u tekuće stanje. Zbog toga se ta dva stanja zajedno nazivaju fluidnima, za razliku od čvrstoga. Iznad kritične temperature plinovi se ne pokoravaju jednadžbi stanja idealnih plinova (realni plinovi), a ispod kritične temperature plin se pod dovoljno visokim tlakom (u tom stanju naziva se parom) može kondenzirati u tekućinu.
Jedna je od jednadžba stanja postavljenih za realne plinove van der Waalsova jednadžba:
{\displaystyle \left(p+{\frac {n^{2}a}{V^{2}}}\right)\left(V-nb\right)=nRT}
gdje je: 
p - tlak fluida;
V – obujam spremnika u kojem se nalazi fluid;
a - mjera za privlačenje čestica {\displaystyle \scriptstyle a=N_{\mathrm {A} }^{2}a'};
b - obujam koji zauzimaju molovi čestica {\displaystyle \scriptstyle \,b=N_{\mathrm {A} }b'};
n - broj molova;
R - univerzalna plinska konstanta, {\displaystyle \scriptstyle \,R=N_{\mathrm {A} }k};
T - apsolutna temperatura.
Temperatura pri kojoj tvar isparavanjem prelazi iz kapljevitog u plinovito stanje naziva se vrelište. Ako tvar u plinovito stanje prelazi neposredno iz krutog stanja ta se pojava naziva sublimacija. Obrnuti procesi kondenzacije su ukapljivanje i resublimacija.

## Tehnički plinovi
U gospodarskim djelatnostima plinovi služe kao plinovita goriva ili takozvani tehnički plinovi. Plinovita goriva mogu biti prirodna (prirodni plin) ili prerađena (oplemenjena, umjetna). Prerađena plinovita goriva dobivaju se na različite načine, obično preradbom čvrstih i kapljevitih prirodnih goriva, a po svojem su sastavu elementarna (na primjer vodik) ili u obliku pojedinih kemijskih spojeva (na primjer metan), ili su pak različite smjese plinova (vodika, plinovitih ugljikovodika, ugljikova monoksida, ugljikova dioksida, kisika, dušika i drugih). Među njima su najvažniji za tržište loživi plin (smjesa propan/butan) i bioplin, a od manje su važnosti destilacijski plinovi (koksni, švelni i drvni plin) i generatorski plinovi (generatorski, vodeni i miješani plin). U tehničke se plinove ubrajaju: kisik, dušik, vodik, helij, argon, ugljikov dioksid, amonijak, acetilen, dušikov(I) oksid, poznat i kao oksidul (N2O) i drugi. Kemijska i fizikalna svojstva tehničkih plinova omogućuju njihove mnogobrojne primjene u mnogim gospodarskim područjima, na primjer u pripremi pitke i procesne vode, obradi otpadnih voda, metalurgiji, kemijskoj i prehrambenoj industriji, biotehnologiji, medicini, farmaciji i drugo.